# Viceversa (banda)
Este grupo no debe ser confundido con el homónimo de techno
Viceversa fue un grupo madrileño formado en 1985 que acompañó a Joaquín Sabina durante su época con el sello discográfico Columbia Records. Tras la grabación del álbum Joaquín Sabina y Viceversa en directo se separaron del cantautor, editando dos discos que no alcanzaron demasiada resonancia.
El grupo estaba formado por Pancho Varona (guitarras), Manolo Rodríguez (guitarras), Javier Martínez (bajo) y Paco Beneyto (batería). En el álbum En Directo tocaron junto a ellos Marcos Mantero (teclados), Teresa Carrillo (coros), Chema Rojas (percusión) y Andreas Prittwitz (trompeta y saxofón), tras el álbum acompañaron a Viceversa en algunos conciertos y actuaciones. Tras grabar el primer disco de la banda, Varona se unió definitivamente a Sabina, hasta hace unos años en se pelearon, mientras que Prittwitz y Beneyto han seguido colaborando con el artista de Úbeda de forma ocasional.

## Discografía

### Con Joaquín Sabina
- Juez y parte (BMG Ariola, 1985)
- Joaquín Sabina y Viceversa en directo (BMG Ariola, 1986)
- Hotel, dulce hotel (BMG Ariola, 1987)

### En solitario
- Viceversa (Virgin Records, 1987).
- Reina de copas (Virgin Records, 1988).